# CanmetMINING
CanmetMINING est l'une des principales branches de recherche et développement de Ressources naturelles Canada (RNCan), 

## Histoire
En 1907, le Canada fonde une Direction des Mines, qui est à l'origine de CanmetMINING et de ses 4 laboratoires.
Avec le temps les thèmes de la soutenabilité et du verdissement prennent de l'importance.

## Public cible
Les clients (privés industriels et gouvernementaux) sont canadiens ou étrangers (les experts des quatre LMSM-CANMET conseillent souvent des gouvernements de pays en développement (ex : 14 pays en 2004). 

## Missions
Canmet doit notamment  :
- éclairer la population et le gouvernement du Canada, grâce à des connaissances pertinentes et mises à jour, éclairant la prise de décision concernant l’industrie minière canadienne et les enjeux liés aux métaux et aux minéraux[1] ;
- aider l’industrie minière canadienne (et ses fournisseurs) en leur donnant accès aux savoir scientifique et technique. Par exemple, « en 2004, les études techniques effectuées pour le compte de clients industriels et gouvernementaux se sont traduites par la remise de 81 rapports confidentiels » (dans le cadre de 180 projets externes auprès de clients industriels et gouvernementaux, répartis dans 11 provinces et territoires ayant aidé 50 exploitations minières canadiennes)[1] ;
- Secrétariat de l'« Initiative nationale pour les mines orphelines ou abandonnées » (INMOA, dotée d'un plan d’action pluriannuel approuvé par les ministres des Mines au Canada, avec banque de données nationale sur les sites miniers inactifs ou abandonnés, et production de Lignes directrices pour l’examen des législations et des compétences, pour améliorer la réglementation relative à la gestion des sites miniers orphelins ou abandonnés[1].

Les sujets traités sont notamment (au début des années 2000) :
- amélioration de la productivité, efficience énergétique, mécanisation, automatisation ;
- Ventilation, qualité de l'air, pile à combustible ;
- Contrôles in situ ; communication sans fil en profondeur
- Minéralogie et traitement métallurgique ;
- Effluents miniers (caractérisation, gestion, inertage ; lixiviation des métaux et métalloïdes, drainage minier acide, traitement du grisou, des cyanures, du thiocyanate et de l'ammoniac ; bioremédiation, « zones humides passives »...) ;
- Gestion des résidus miniers ;
- Cinétique et comportement des métaux dans l’environnement ;
- « Essais d’aptitude des laboratoires d’analyse minérale » et production de « Matériaux de référence certifiés » (poudres de minerais, roches, concentrés, résidus, matériaux de faible teneur, sols, sédiments et des matières radioactives dont la concentration en éléments spécifiques est mesurée avec précision. Ils servent aux industriels et aux laboratoires d’analyse de l’industrie minière pour caler ou vérifier leurs propres instruments de meures) ;
- exploitation minière à grande profondeur ;
- réponses dynamiques des soutènements ; stabilité des excavations ;
- réduction des émissions de gaz à effet de serre (GES) ;
- traitement du minerai d'or.

Les disciplines mises en œuvre pour cela sont notamment : géomécanique, géodynamique, modélisation numérique, instrumentation, minéralurgie appliquée, hydrométallurgie... 
Le savoir acquis est communiqué dans des symposiums, ateliers, conférences, cours ou dans des rapports (souvent confidentiels)

## Moyens
CanmetMINES dispose de moyens et services spécialisés (ex : LMSM-CANMET : Laboratoires des mines et des sciences minérales) destinés à résoudre des problèmes de procédés de sécurité et/ou d'environnement dans le secteur de l'industrie minière et des technologies minières et de métaux, dont en soutenant l'innovation technologique et l'adaptation de technologies existantes. 

### Vidéographie
- « The Heart of Green Mining Technology (CanmetMINING) » (consulté le 1er août 2022)